# Deutsche Leichtathletik-Hallenmeisterschaften 1959
Die sechsten Deutschen Leichtathletik-Hallenmeisterschaften fanden am 14. Februar 1959 in der Deutschlandhalle in Berlin statt. Gelaufen wurde auf einer 180 m langen Rundbahn.

## Medaillengewinner Männer
| Disziplin      | Gold                                                                     | Silber                                                                               | Bronze                                                                             |
| -------------- | ------------------------------------------------------------------------ | ------------------------------------------------------------------------------------ | ---------------------------------------------------------------------------------- |
| 70 m           | Armin Hary (SV Bayer 04 Leverkusen)                                      | Hans-Peter Stumpen (Weseler TV)                                                      | Manfred Steinbach (VfL Wolfsburg)                                                  |
| 400 m          | Albert Radusch (OSV Hörde)                                               | Manfred Kinder (OSV Hörde)                                                           | Karl-Heinz Pahlke (Wuppertaler SV)                                                 |
| 800 m          | Paul Schmidt (OSV Hörde)                                                 | Horst Grone (VfL Wolfsburg)                                                          | Hans-Joachim Kowalewsky (Polizei SV Berlin)                                        |
| 1500 m         | Olaf Lawrenz (Berliner SC)                                               | Edmund Brenner (SKV Eglosheim)                                                       | Günter Dohrow (SC Charlottenburg)                                                  |
| 3000 m         | Ludwig Müller (Weseler TV)                                               | Horst Flosbach (Barmer TV)                                                           | Hans Widl (TSV 1860 München)                                                       |
| 80 m Hürden    | Günther Brand (TV Wetzlar)                                               | Klaus Nüske (ASV Berlin)                                                             | Bert Steines (Rot-Weiß Koblenz)                                                    |
| 4 × 400 m      | OSV Hörde (Walter Oberste, Paul Schmidt, Manfred Kinder, Albert Radusch) | SV Polizei Hamburg (Hermann Wöhrle, Werner Marthiens, Hugo Schlegel, Hans Ossenkopp) | Sportvg Feuerbach (Hans-Hermann Sonntag, Ralf Simon, Heinz Hoss, Wolfgang Fischer) |
| Hochsprung     | Theo Püll (LG 47 Viersen)                                                | Andreas von Hardenberg (1. SC Göttingen 05)                                          | Peter Riebensahm (ATSV Bremen 1860)                                                |
| Stabhochsprung | Klaus Lehnertz (Solinger LC)                                             | Horst Drumm (VfL Wolfsburg)                                                          | Dieter Möhring (VfL Wolfsburg)                                                     |
| Weitsprung     | Manfred Molzberger (SG 01 Olympia Oberberg)                              | Manfred Steinbach (VfL Wolfsburg)                                                    | Peter Scharp (Olympia Neumünster)                                                  |
| Dreisprung     | Burkhard Lochow (TUSEM Essen)                                            | Manfred Bäcker (TG Mülheim)                                                          | Norbert Weiser (Turnerschaft Kronach)                                              |
| Kugelstoßen    | Hermann Lingnau (Rot-Weiß Koblenz)                                       | Karl-Heinz Wegmann (Dortmunder SC)                                                   | Helmut Diehl (TSV 1860 München)                                                    |

## Medaillengewinner Frauen
| Disziplin   | Gold                                                                                   | Silber                                                                          | Bronze                                                                         |
| ----------- | -------------------------------------------------------------------------------------- | ------------------------------------------------------------------------------- | ------------------------------------------------------------------------------ |
| 70 m        | Anni Biechl (PSV München)                                                              | Liesel Jakobi (ATSV Saarbrücken)                                                | Helga Hüttmann (Holstein Kiel)                                                 |
| 800 m       | Edith Schiller (ASV Köln)                                                              | Nanny Schlüter (VfL Pinneberg)                                                  | Ariane Döser (PSV München)                                                     |
| 80 m Hürden | Zenta Kopp (TSV 1860 München)                                                          | Jutta Heine (DHC Hannover)                                                      | Ilsabe Heider (SV St. Georg)                                                   |
| 4 × 180 m   | OSV Hörde (Marianne Niederquell, Charlotte Schmidt, Christel Schneider, Renate Vetter) | OSC Berlin (Erika Rybakowski, Marianne Lück, Ingrid Gottsmann, Isolde Beichler) | Stuttgarter Kickers (Margot Körner, Karola Ebenritter, Edda Lehr, Ulrike Lehr) |
| Hochsprung  | Inge Kilian (Eintracht Braunschweig)                                                   | Heidi Maasberg (TSV 1860 München)                                               | Rita Kortum (Olympia Neumünster)                                               |
| Weitsprung  | Liesel Jakobi (ATSV Saarbrücken)                                                       | Helga Hoffmann (ATSV Saarbrücken)                                               | Erika Frisch (Hannover 96)                                                     |
| Kugelstoßen | Marianne Werner (SC Greven 09)                                                         | Sigrun Grabert (SV 03 Tübingen)                                                 | Hannelore Klute (Homburger Turngemeinde 1846)                                  |